# The Archaic Course
The Archaic Course – trzeci album studyjny norweskiego zespołu Borknagar z udziałem nowego wokalisty ICS Vortexa, który zastąpił poprzedniego wokalistę zespołu "Garm'a". Album ten jest także ostatnim nagranym przy udziale jednego z założycieli zespołu, perkusisty "Grima", który krótko przed wydaniem płyty zmarł z przedawkowania narkotyków. Przy nagrywaniu albumu gościnnie wystąpił gitarzysta Ivar Bjørnson z zespołu Enslaved.

## Lista utworów
Źródło.
1. "Oceans Rise" – 5:27
2. "Universal" – 5:35
3. "The Witching Hour" – 4:26
4. "The Black Token" – 5:19
5. "Nocturnal Vision" – 4:35
6. "Ad Noctum" – 4:22
7. "Winter Millennium" – 5:44
8. "Fields of Long Gone Presence" – 2:18

## Twórcy
- ICS Vortex – śpiew; syntezator (w "Ad Noctum")
- Øystein G. Brun – gitara
- Jens F. Ryland – gitara
- Kai K. Lie – gitara basowa
- Grim – perkusja
- Ivar Bjørnson – syntezator i efekty dźwiękowe (we wszystkich utworach z wyjątkiem "Ad Noctum")